# Gabriel Rodrigo
Gabriel Rodrigo, né le 12 octobre 1996 à Barcelone est un pilote de vitesse moto argentin.

## Biographie
En 2010 hizo su debut en la clase 80 del campeonato de velocidad del Mediterráneo, y luego pasó a la categoría 125. En 2013 pasó a correr en la categoría Moto 3 del Campeonato de España de Velocidad , donde permaneció hasta 2014, año en el que debutó en la categoría Moto3 del Campeonato del Mundo , compitiendo en el Gran Premio de España , Cataluña , República Checa , San Marino , Aragón y la Comunidad Valenciana como invitado a bordo de una KTM y en el Gran Premio de Alemania reemplazando al lesionado Niklas Ajo dans laHusqvarna de l'équipe Avant Tecno Husqvarna Ajo .
En 2015, il est devenu le pilote partant du RBA Racing Team, en utilisant une KTM RC 250 GP ; son coéquipier était Ana Carrasco .  Ses meilleurs résultats de la saison ont été la 16e place au Grand Prix du Japon et la 19e place au Grand Prix des Amériques . La saison s'est terminée sans points.
En 2016, il est resté dans le RBA Racing Team, son nouveau coéquipier était l'Espagnol Juan Francisco Guevara .  marqué sur un tiers des courses, obtenant un septième au Grand Prix de Malaisie et un huitième au Grand Prix d'Aragon comme meilleurs résultats de la saison. Il a terminé la saison à la 24e place avec 31 points.
En 2017 , il a continué dans le RBA BOE Racing Team et Juan Francisco Guevara a continué comme son coéquipier. Ses meilleurs résultats de la saison ont été deux quatrièmes places au Grand Prix britannique et australien . Il a également remporté deux pole positions en République tchèque  et en Autriche ,  également réalisé un tour rapide en Australie. Cette saison, il a été contraint de rater le Grand Prix du Qatar en raison d'un accident lors de la première séance d'essais libres.  également été contraint de manquer leGrand Prix de France à la suite d'un autre accident en essais libres au Grand Prix.  Terminer la saison en 16ème position avec 54 points.
En 2018, il est resté dans la même équipe, désormais rebaptisée RBA BOE Skull Rider, son nouveau coéquipier était le Japonais Kazuki Masaki .  Cette saison, il a réalisé le premier podium de sa carrière en Catalogne en terminant à la troisième place.  Il a également remporté une pole position au Grand Prix du Japon  et un tour rapide au Grand Prix de Saint-Marin . Il a été contraint de rater le Grand Prix de Malaisie en raison de blessures à la jambe droite subies lors du Grand Prix d'Australie .  terminé la septième saison avec 116 points.
En 2019, il a rejoint le Kömmerling Gresini Moto3 , à l'aide d'une Honda NSF250R , son coéquipier est l'Italien Riccardo Rossi

## Statistiques

### Par saison
(Mise à jour après le  Grand Prix moto de la Communauté valencienne 2021)
| Sais  | Cat.  | Moto      | Course | Vict | Pod | Pole | M.tour | Pts | Class | Titre |
| ----- | ----- | --------- | ------ | ---- | --- | ---- | ------ | --- | ----- | ----- |
| 2014  | Moto3 | KTM       | 7      | 0    | 0   | 0    | 0      | 0   | NC    | -     |
| 2014  | Moto3 | Husqvarna | 7      | 0    | 0   | 0    | 0      | 0   | NC    | -     |
| 2015  | Moto3 | KTM       | 17     | 0    | 0   | 0    | 0      | 0   | NC    | -     |
| 2016  | Moto3 | KTM       | 18     | 0    | 0   | 0    | 0      | 31  | 24e   | -     |
| 2017  | Moto3 | KTM       | 15     | 0    | 0   | 2    | 1      | 54  | 16e   | -     |
| 2018  | Moto3 | KTM       | 17     | 0    | 1   | 1    | 1      | 116 | 7e    | -     |
| 2019  | Moto3 | Honda     | 14     | 0    | 0   | 1    | 1      | 67  | 18e   | -     |
| 2020  | Moto3 | Honda     | 15     | 0    | 0   | 1    | 1      | 80  | 13e   | -     |
| 2021  | Moto3 | Honda     | 13     | 0    | 1   | 1    | 1      | 60  | 19e   | -     |
| Total |       |           | 116    | 0    | 2   | 6    | 5      | 408 |       | 0     |

### Statistiques par catégorie
(Mise à jour après le  Grand Prix moto de la Communauté valencienne 2021)
| Catégorie | Année | 1er GP   | 1er Podium | 1re Victoire | Courses | Victoires | Podiums | Pole | M.tours¹ | Points | Titres |
| --------- | ----- | -------- | ---------- | ------------ | ------- | --------- | ------- | ---- | -------- | ------ | ------ |
| Moto3     | 2014- | ESP 2014 | CAT 2018   |              | 116     | 0         | 2       | 6    | 5        | 408    | 0      |
| Total     | 2014- |          |            |              | 116     | 0         | 2       | 6    | 5        | 408    | 0      |

### Courses par année
Légende: les courses en gras indiquent la pole position, les courses en italiques indiquent le tour le plus rapide.
| Année | Catégorie | Constructeur | 1       | 2       | 3      | 4       | 5       | 6       | 7       | 8       | 9       | 10      | 11      | 12      | 13      | 14      | 15      | 16      | 17      | 18      | 19     | Pos | Pts |
| ----- | --------- | ------------ | ------- | ------- | ------ | ------- | ------- | ------- | ------- | ------- | ------- | ------- | ------- | ------- | ------- | ------- | ------- | ------- | ------- | ------- | ------ | --- | --- |
| 2014  | Moto3     | KTM          | QAT     | AME     | ARG    | SPA Ab. | FRA     | ITA     | CAT 22  | NED     |         |         | CZE Ab. | GBR     | RSM Ab. | ARA 20  | JPN     | AUS     | MAL     | VAL Ab. |        | NC  | 0   |
| 2014  | Moto3     | Husqvarna    |         |         |        |         |         |         |         |         | GER 22  | IND     |         |         |         |         |         |         |         |         |        | NC  | 0   |
| 2015  | Moto3     | KTM          | QAT 27  | AME 19  | ARG 28 | SPA Ab. | FRA Ab. | ITA Ab. | CAT Ab. | NED 25  | GER 26  | IND 31  | CZE Ab. | GBR Ab. | RSM 20  | ARA 20  | JPN 16  | AUS Ab. | MAL 25  | VAL DNS |        | NC  | 0   |
| 2016  | Moto3     | KTM          | QAT 19  | ARG 19  | AME 18 | SPA 13  | FRA Ab. | ITA 13  | CAT Ab. | NED Ab. | GER 13  | AUT Ab. | CZE 17  | GBR 11  | RSM Ab. | ARA 8   | JPN Ab. | AUS Ab. | MAL 7   | VAL Ab. |        | 24e | 31  |
| 2017  | Moto3     | KTM          | QAT DNS | ARG Ab. | AME 11 | SPA 13  | FRA DNS | ITA     | CAT Ab. | NED 7   | GER Ab. | CZE 26  | AUT 7   | GBR 4   | RSM Ab. | ARA Ab. | JPN Ab. | AUS 4   | MAL 14  | VAL Ab. |        | 16e | 54  |
| 2018  | Moto3     | KTM          | QAT 5   | ARG 9   | AME 12 | SPA 10  | FRA Ab. | ITA 4   | CAT 3   | NED 8   | GER Ab. | CZE 5   | AUT 8   | GBR C   | RSM 4   | ARA Ab. | THA 5   | JPN 8   | AUS Ab. | MAL     | VAL 17 | 7e  | 116 |
| 2019  | Moto3     | Honda        | QAT 15  | ARG 6   | AME 4  | SPA Ab. | FRA 4   | ITA Ab. | CAT Ab. | NED 4   | GER Ab. | CZE DNS | AUT     | GBR     | RSM 6   | ARA 9   | THA DNS | JPN Ab. | AUS Ab. | MAL Ab. | VAL    | 18e | 67  |
| 2020  | Moto3     | Honda        | QAT 6   | SPA 7   | AND 5  | CZE 19  | AUT 11  | STY 4   | RSM 5   | EMR 12  | CAT 10  | FRA 8   | ARA Ab. | TER 14  | EUR 15  | VAL Ab. | POR 27  |         |         |         |        | 13e | 80  |
| 2021  | Moto3     | Honda        | QAT 5   | DOA 13  | POR 5  | SPA Ab. | FRA Ab. | ITA 3   | CAT 6   | GER Ab. | NED 8   | STY 20  | AUT 20  | GBR 15  | ARA Ab. | RSM DNS | AME     | EMI     | ALR DNS | VAL     |        | 19e | 60  |

* Saison en cours.
| Couleur | Résultat                     |
| ------- | ---------------------------- |
| Or      | Vainqueur                    |
| Argent  | 2e place                     |
| Bronze  | 3e place                     |
| Vert    | Terminé, dans les points     |
| Bleu    | Terminé, pas dans les points |
| Violet  | Abandon (Ab.) ou (Ret)       |
| Violet  | Non classé (NC)              |
| Rouge   | Pas qualifié (DNQ)           |
| Noir    | Disqualifié (DSQ)            |
| Blanc   | Pas au départ (DNS)          |
| Blanc   | Forfait (WD)                 |
| Blanc   | N'a pas participé (DNP)      |
| Blanc   | Blessé (INJ)                 |
| Blanc   | Exclu (EX)                   |
| Blanc   | Course annulée (C)           |